# La Grand-Croix
La Grand-Croix je severovzhodno predmestje Saint-Étienna in občina v jugovzhodnem francoskem departmaju Loire regije Rona-Alpe. Leta 2010 je naselje imelo 5.070 prebivalcev.

## Geografija
Kraj leži v pokrajini Forez ob reki Gier in njenem desnem pritoku Dorlay, 18 km severovzhodno od središča Saint-Étienna.

## Uprava
La Grand-Croix je sedež istoimenskega kantona, v katerega so poleg njegove vključene še občine Cellieu, Chagnon, Doizieux, Farnay, L'Horme, Lorette, Saint-Paul-en-Jarez, La Terrasse-sur-Dorlay in Valfleury s 24.104 prebivalci (v letu 2010).
Kanton La Grand-Croix je sestavni del okrožja Saint-Étienne.

## Zgodovina
Naselje je bilo ustanovljeno leta 1860 na ozemlju občin Cellieu in Saint-Paul-en-Jarez, imenovano po križu, katerega ostanki so bili nameščeni v bližini nove mestne hiše. Na ozemlju nove občine se je nahajalo več rudniških jaškov v lasti rudarske družbe Péronnière.

## Zanimivosti
- cerkev Marijinega Brezmadežnega spočetja;

## Pobratena mesta
- Santa Cruz de la Zarza (Kastilija - Manča, Španija);